# Altos Pirenéus
Altos Pirenéus (em francês:  Hautes-Pyrénées) é um departamento da França localizado na região da Occitânia. Sua capital é a cidade de Tarbes.
Neste departamento localiza-se o santuário de Lourdes.